# Nostima flavida
Nostima flavida är en tvåvingeart som beskrevs av Cresson 1947. Nostima flavida ingår i släktet Nostima och familjen vattenflugor. Inga underarter finns listade i Catalogue of Life.